# 163 (număr)
163 (o sută șaizeci și trei) este numărul natural care urmează după 162 și precede pe 164 într-un șir crescător de numere naturale.

## În matematică
163
- Este un număr deficient.[1][2][3]
- Este un număr prim cubic generalizat.[4]
- Este un număr prim izolat.[5][6]
- Este un număr prim norocos.[7]
- Este un număr prim Pierpont.[8][9]
- Este un număr prim plat.[10][11]
- Este un număr prim subțire.[12][13]
- Este un număr prim tare.[14][15]
- Este un număr centrat 27-gonal.[16]
- Este un număr Fortunate.[17][18]
- Este un număr strict nepalindromic, deoarece nu este palindromic în nicio bază de numerație între 2 și 161.
- Pentru 163 valoarea funcției Mertens este 0, fiind al patrulea număr prim cu această proprietate, după 2, 101 și 149.[19]
- Apare în expresia {\displaystyle \pi \approx {2^{9} \over 163}\approx 3.1411}, care este o aproximație a lui π.
- Apare în expresia {\displaystyle e\approx {163 \over 3\cdot 4\cdot 5}\approx 2.7166\dots }, care este o aproximație a lui e.
- Este un număr Heegner,[20] cel mai mare asemenea număr. Singurii întregi din acest șir sunt 1, 2, 3, 7, 11, 19, 43, 67 și 163.[21]
- În baza 12 permutările cifrelor 11712 sunt 17112 = 22910, respectiv 71112 = 102110. Atât 229, cât și 1021 sunt numere prime, astfel că în acest sens 163 este un număr prim permutabil (prim absolut).[22]

### În astronomie
- Obiectul NGC 163 din New General Catalogue este o galaxie eliptică cu o magnitudine 12,7 în constelația Balena.
- 163 Erigone este un asteroid din centura principală.
- 163P/NEAT (NEAT 21) este o cometă periodică din sistemul nostru solar.

## În alte domenii
163 se poate referi la:
- Messerschmitt Me 163 Komet a fost un avion-rachetă de luptă german din timpul celui de al Doilea Război Mondial.
- În darts, 163 este cel mai mic număr care nu poate fi obținut în jocul standard cu trei săgeți.
- Numărul de zile după prima zi de Pesah, folosit la calcularea datei Roș Hașana, anul nou evreiesc.